# تتاتا
تتاتا (انگلیسی: Tathātā) اصطلاحی در بودیسم (به ویژه در مکتب مهایانه) است که به معنی درک واقعیت، آن‌گونه که در اصل هست.
معنای لفظیِ تتاتا، «چنین‌بودگی» یا «آن‌گونه‌گی» و معنای واضح‌تر «آن‌گونه‌که‌هست» است. این مفهوم به شکل واقعیت حقیقی یا بنیادی اشاره دارد (اما نه خود واقعیت)، و اغلب در رابطه با جنبه تهی بودن یا بی‌ذاتی پدیده‌ها استفاده می‌شود.
در سنت بودایی گفته می‌شود که تتاتا را فقط می‌توان تجربه کرد، نه اینکه با کلمات بیان شود. کسی که واقعیت را به این شکل تجربه می‌کند، یعنی آن‌گونه که هست، از دیدگاه بودایی بر تمام شناخت‌های نادرست غلبه کرده است. بودا این را در مورد خودش ادعا کرد و به همین دلیل خود را تتاگتهTathāgata نامید که معنی تحت‌اللفظی آن «آن‌گونه‌گی‌آمده» و معنی آن «به [درکِ] آن‌گونه‌گی رسیده» یا به عبارتی «حق‌یافته» است.
مکاتب یوگاچارا، یکی از معدود سنت‌های تعلیمی بودایی که در مورد تتاتا اظهارات مثبتی دارند، آن را به عنوان پاک کردن آگاهی از هرگونه وابستگی به اشیاء می‌دانند که از طریق آن می‌توان به درک والاترین معنای عوامل وجودی رسید؛ بنابراین، شناخت خالص و بدون توهم تتاتا معادل آگاهی محض بدون درک، تفکر یا تعیین معنا است. به عنوان بخشی از عناصر بدون شرط (asaṃskṛta-dharma) در دسته‌بندی ۱۰۰ عامل وجودی، تتاتا همچنین شرط امکان شناخت به‌طور کلی است.
تحلیل بنیادی برای مکاتب یوگاچارا از قرن چهارم به این صورت است:
«همه چیزهایی که از طریق هر تصوری تصور می‌شوند، ذات تصور شده را تشکیل می‌دهند. این وجود ندارد. ذات وابسته، تصوری است که از علل پدید آمده است. ذات کامل، رهایی همیشگی آن از ذات قبلی است؛ بنابراین، این (ذات کامل) را نمی‌توان از ذات وابسته متفاوت یا غیر متفاوت دانست، مانند ناپایداری و غیره. تا زمانی که این اتفاق نیفتد، آن (ذات کامل) دیده نمی‌شود. با توجه به سه‌گانه بی‌ذاتی این ذات سه‌گانه، بی‌ذاتی همه پدیده‌ها آموخته شده است. اولی از نظر مشخصه بی‌ذات است. دومی نیز، زیرا فاقد هستی خاص خود است. بی‌ذاتی دیگری از این نتیجه می‌گیرد، که (=سومی، یعنی ذات کامل) بالاترین حقیقت (paramārthaḥ) پدیده‌هاست. این نیز تتاتا است، زیرا همیشه چنین است. و علاوه بر این، این صرفاً شناخت است.»
- واسوباندو: «اثبات اینکه (همه چیز) فقط شناخت است، در سی بیت» (Triṃśikā Vijñaptimātratāsiddhiḥ).
مفهوم «آن‌گونه‌که‌هست» (تاتاتا) در بودیسم همواره موضوع بحث‌های نظری بوده است. برای مثال، مکتب ژاپنی Kegon-shū (که خود به مفهوم تتاتا پایبند بود) این دیدگاه مکتب Hossō-shū (شاخه ژاپنی Yogācāra) را که می‌توان چیزی مانند آگاهی بدون شیء وجود داشته باشد، مورد انتقاد قرار داد و آن را ناتوان از ایجاد تجربه دانست.
اما مفهوم تتاتا نه تنها از نظر معرفت‌شناسی، بلکه از نظر هستی‌شناسی نیز مشکل‌ساز بود. به آن هم مطلق بودن و هم غیرمشروط بودن در ارتباط با هستی (ابدی) نسبت داده می‌شد و گاهی اوقات حتی پدیده‌ها با تتاتا یکی در نظر گرفته می‌شدند. به همین دلیل، برخی از سنت‌های تعالیم بودایی کاربرد یا اعتبار آن یا تفاسیر منجر به چنین انتساب‌هایی را رد کردند، زیرا این با مفاهیم بنیادی دیگر بودایی در تضاد بود.
با این وجود، مفهوم تتاتا در تاریخ فلسفه بودایی تأثیرگذار بود. به عنوان مثال، سایچو، بنیانگذار Tendai-shū، در بحث معروف خود در سال ۸۱۷ با توکویتسو، محقق Hossō، در مورد تفسیر صحیح سرشت بودا و Icchantika بحث کرد و برخلاف توکویتسو این دیدگاه را مطرح کرد که ذات بودا به همه موجودات تعلق دارد، زیرا تتاتا ذات همه موجودات است که در آن تجلی می‌یابد. بعدها، محققان تِندای این مفهوم تتاتا را پذیرفتند تا آموزه بودابودگی اصلی (本覺思想، hongaku shisō) را که طبق آن هر موجودی از قبل در حالت بوداگی است و فقط باید این حالت را درک کند، پذیرفتنی کنند. اثر Shinnyo kan (真如観) که به Genshin (源信؛ ۹۴۲–۱۰۱۷) نسبت داده می‌شود اما در قرن دوازدهم پدید آمد، به این موضوع می‌پردازد و به خواننده توصیه می‌کند که روز و شب به این نکته توجه کند که با تتاتا یکی است. کوکای، بنیانگذار Shingon-shū، نیز از مفاهیم تتاتا و سرشت بودا استفاده کرد که به نظر او سرشت درمه‌کایه (پیکرهٔ حقیقت) بودند.